# Acacia porcata
Acacia porcata é uma espécie de leguminosa do gênero Acacia, pertencente à família Fabaceae.